# Jorne Spileers
Jorne Spileers (Oudenaarde, Flandes Oriental, 21 de enero de 2005) es un futbolista belga. Juega de defensa central y su equipo actual es el Club Brujas de la Primera División de Bélgica.

## Trayectoria
Jorne comenzó a jugar al fútbol con 5 años en SV Zulte Waregem, posteriormente con 9 años se incorporó a las divisiones infantiles del Club Brujas en el año 2014 y finalizó su formación infantil. Comenzó su etapa juvenil con Brujas, hasta la sub-14 jugaba como delantero centro pero pasó a ser defensa y se formó en ese puesto.
Para la temporada 2020-21 el Club Brujas por primera vez armó un equipo juvenil para participar en la Segunda División de Bélgica, sin posibilidad de ascender o descender de categoría, al cual llamó Club NXT. El entrenador del nuevo equipo juvenil, Maarten Martens, decidió convocarlo en la fecha 21 del campeonato debido a que Formose Mendy y Nathan Fuakala no estaban disponibles. Estuvo en el banco de suplentes e ingresó al comienzo del segundo tiempo por Noah Mbamba, debutó el 26 de febrero de 2021 con 16 años pero fueron derrotados 1-3 por RWDM. Volvió a ser convocado una vez más pero no tuvo minutos, el equipo finalizó en última posición con 2 partidos ganados, 7 empates y 23 derrotas.
Para la temporada siguiente jugó con la sub-18 del club dando ventaja con la edad. También estuvo en el plantel que fue parte de la Liga Juvenil de la UEFA 2021-22, en la fase de grupos jugaron contra Paris Saint-Germain, RasenBallsport Leipzig y Manchester City, tras 3 partidos ganados, 2 empatados y 1 perdido clasificaron a un playoff pero fueron derrotados por Midtjylland, Jorne estuvo presente en 5 partidos.
Fue promovido al Club NXT para jugar la temporada 2022-23, desde la fecha 1 fue el defensa central titular del equipo. También fue parte del equipo que jugó la Liga Juvenil de la UEFA, en el primer partido de la fase de grupos se midieron ante Bayer Leverkusen, estuvo los 90 minutos en cancha, convirtió un gol, brindó una asistencia y ganaron 4-1. Tras quedar en tercer lugar del grupo no clasificaron a las siguientes instancias.
Debido a las lesiones de Dedryck Boyata, Abakar Sylla, Clinton Mata, Owen Otasowie y Bjorn Meijer, defensas del primer equipo de Brujas, el entrenador Carl Hoefkens decidió darle la oportunidad a Jorne en la fecha 10 del campeonato de la máxima categoría del fútbol belga. Debutó con 17 años en el equipo principal el 1 de octubre de 2022, jugó los 90 minutos en el Estadio Jan Breydel ante más de 20 mil espectadores contra KV Malinas y ganaron 3-0.
El 4 de octubre jugaron contra Atlético Madrid en la fase de grupos de la Champions League, estuvo en el banco de suplentes pero debido a que Abakar Sylla recayó en su lesión, en los minutos finales Jorne debutó en la máxima competición internacional europea de clubes, derrotaron 2-0 a los españoles, se midió ante jugadores como Antoine Griezmann y João Félix.
Debido a que los defensas titulares del primer equipo se recuperaron, volvió a jugar con la reserva del equipo para continuar su formación con 17 años, finalizó su 2022 con 3 partidos jugados con Brujas y 11 con el Club NXT. Al año siguiente asumió como entrenador Scott Parker y no lo tuvo en cuenta, pero fue cesado tras malos resultados, el nuevo entrenador fue quién estaba a cargo de las juveniles y conocía a Jorne de primera mano, Rik De Mil. En el debut del técnico fue titular y jugó los 90 minutos contra Standard de Lieja, conjunto al que derrotaron 2-0. Fue titular en los últimos 6 partidos de la Pro League 2022-23, clasificaron a los play-off principales por un lugar en competiciones europeas, culminaron clasificando a la segunda ronda de la Liga Europa Conferencia de la UEFA 2023-24.
En su primera temporada con el plantel absoluto de Brujas, jugó 12 partidos, de los cuales 11 fueron por el campeonato belga y 1 en Champions League.

## Selección nacional
Ha sido parte de la selección de Bélgica en las categorías juveniles sub-15, sub-17, sub-19 y sub-21.
Fue citado a la selección absoluta por primera vez para las fechas FIFA de noviembre en 2023, debido a la lesión del defensa Alexis Saelemaekers, entrenó con jugadores como Yannick Carrasco, Jérémy Doku y Johan Bakayoko. Estuvo en el banco de suplentes en un amistoso contra Serbia, no tuvo minutos y ganaron 1-0.

## Estadísticas
Actualizado al último partido disputado el 25 de mayo de 2025.
| Club                | Div.          | Temporada     | Liga  | Liga  | Liga   | Copas nacionales | Copas nacionales | Copas nacionales | Copas internacionales | Copas internacionales | Copas internacionales | Total | Total | Total  |
| Club                | Div.          | Temporada     | Part. | Goles | Asist. | Part.            | Goles            | Asist.           | Part.                 | Goles                 | Asist.                | Part. | Goles | Asist. |
| ------------------- | ------------- | ------------- | ----- | ----- | ------ | ---------------- | ---------------- | ---------------- | --------------------- | --------------------- | --------------------- | ----- | ----- | ------ |
| C. NXT · Bélgica    | 2.ª           | 2020-21       | 1     | 0     | 0      | —                | —                | —                | —                     | —                     | —                     | 1     | 0     | 0      |
| C. NXT · Bélgica    | 2.ª           | 2022-23       | 16    | 1     | 1      | —                | —                | —                | —                     | —                     | —                     | 16    | 1     | 1      |
| C. NXT · Bélgica    | 2.ª           | 2024-25       | 4     | 0     | 0      | —                | —                | —                | —                     | —                     | —                     | 4     | 0     | 0      |
| C. NXT · Bélgica    | Total club    | Total club    | 21    | 1     | 1      | 0                | 0                | 0                | 0                     | 0                     | 0                     | 21    | 1     | 1      |
| C. Brujas · Bélgica | 1.ª           | 2022-23       | 11    | 0     | 0      | 0                | 0                | 0                | 1                     | 0                     | 0                     | 12    | 0     | 0      |
| C. Brujas · Bélgica | 1.ª           | 2023-24       | 29    | 0     | 1      | 2                | 0                | 0                | 12                    | 1                     | 1                     | 43    | 1     | 2      |
| C. Brujas · Bélgica | 1.ª           | 2024-25       | 9     | 1     | 0      | 3                | 0                | 0                | 0                     | 0                     | 0                     | 12    | 1     | 0      |
| C. Brujas · Bélgica | 1.ª           | 2025-26       | 0     | 0     | 0      | 0                | 0                | 0                | 0                     | 0                     | 0                     | 0     | 0     | 0      |
| C. Brujas · Bélgica | Total club    | Total club    | 49    | 1     | 1      | 5                | 0                | 0                | 13                    | 1                     | 1                     | 67    | 2     | 2      |
| Total carrera       | Total carrera | Total carrera | 70    | 2     | 2      | 5                | 0                | 0                | 13                    | 1                     | 1                     | 88    | 3     | 3      |
| 1. 2.               |               |               |       |       |        |                  |                  |                  |                       |                       |                       |       |       |        |

## Palmarés

### Títulos nacionales
| Título                      | Club        | País    | Año  |
| --------------------------- | ----------- | ------- | ---- |
| Primera División de Bélgica | Club Brujas | Bélgica | 2024 |
| Copa de Bélgica             | Club Brujas | Bélgica | 2025 |